# Diadora TV
Diadora TV je lokalna komercijalna televizija koja svoj program emitira u digitalnoj regiji D7 u Zadru.
S emitiranjem započinje 17. rujna 2018. godine u 16 sati.

## Pokrivenost
Signal televizije dostupan je u gradu Zadru i Šibeniku, odnosno u cijeloj Zadarskoj i Šibensko-kninskoj te dijelu Ličko-senjske županije.

## Program
Program Diadora TV-a u prvom redu nudi sadržaje i teme vezane uz regiju koju pokriva u kojem se njeguje kulturna povijest Dalmacije, stari običaji, nude multikulturni sadržaji, promiče svijest o manjinama, pravima djece, zdravom životu, oporavku gospodarstva i slično.

### Emisije
Diadora TV uglavnom prikazuje emisije domaće proizvodnje, a program počinje u 8 sati te završava iza ponoći.
Dio emisija domaće proizvodnje:
- Vijesti
- Pomalo
- Terca
- Život manjina
- Gaudeamus
- Kulturno D
- Zadarske kronike
- Zadarski sport
- Agroturizam

## Vanjske poveznice
- Službene stranice Diadora TV-a
- Službena Facebook stranica Diadora TV-a